# Flávio Cipriano
Flávio Vagner Cipriano (Taubaté, 24 de janeiro de 1990) é um ciclista profissional brasileiro na modalidade ciclismo de pista.
Competiu nos Jogos Pan-Americanos de 2011 em Guadalajara, e nos Jogos Pan-Americanos de 2015 em Toronto onde, ao lado de Kácio Fonseca e Hugo Vasconcellos, conquistou a medalha de bronze, vencendo a Colômbia na decisão pelo terceiro lugar.
Por duas vezes seguidas (2013 e 2014), Flávio recebeu o Prêmio Brasil Olímpico; a premiação é concedida através de um método de avaliação da temporada que o atleta fez.